# ریپرسهاوزن
ریپرسهاوزن (به آلمانی: Rippershausen) یک شهر در آلمان است که در تورینگن واقع شده‌است. ریپرسهاوزن ۹۳۷ نفر جمعیت دارد.